# El Aouana
El Aouana (em árabe: العوانة), anteriormente Cavallo durante a colonização francesa, é uma cidade e comuna localizada na província de Jijel, Argélia. Segundo o censo de 2008, a população total da cidade era de 13 273 habitantes.